# Спринг-Хилл (тауншип, Миннесота)
Спринг-Хилл (англ. Spring Hill) — тауншип в округе Стернс, Миннесота, США. На 2000 год его население составило 438 человек.

## География
По данным Бюро переписи населения США площадь тауншипа составляет 90,4 км², из которых 90,3 км² занимает суша, а 0,1 км² — вода (0,11 %).

## Демография
По данным переписи населения 2000 года здесь находились 438 человек, 128 домохозяйств и 109 семей.  Плотность населения —  4,9 чел./км².  На территории тауншипа расположена 131 постройка со средней плотностью 1,5 построек на один квадратный километр. Расовый состав населения: 100,00 % белых.
Из 128 домохозяйств в 49,2 % воспитывались дети до 18 лет, в 81,3 % проживали супружеские пары, в 2,3 % проживали незамужние женщины и в 14,1 % домохозяйств проживали несемейные люди. 11,7 % домохозяйств состояли из одного человека, при том 5,5 % из — одиноких пожилых людей старше 65 лет. Средний размер домохозяйства — 3,42, а семьи — 3,76 человека.
36,3 % населения — младше 18 лет, 8,7 % — в возрасте от 18 до 24 лет, 28,8 % — от 25 до 44, 19,2 % — от 45 до 64, и 7,1 % — старше 65 лет. Средний возраст — 30 лет. На каждые 100 женщин приходилось 136,8 мужчин.  На каждые 100 женщин старше 18 приходилось 113,0 мужчин.
Средний годовой доход домохозяйства составлял 41 406 долларов, а средний годовой доход семьи —  42 917 долларов. Средний доход мужчин —  24 375  долларов, в то время как у женщин — 21 429. Доход на душу населения составил 12 267 долларов. За чертой бедности находились 9,7 % семей и 14,8 % всего населения тауншипа, из которых 22,2 % младше 18 и 8,3 % старше 65 лет.